# Глан (Јон)
Глан (фр. Gland) насеље је и општина у источном делу централне Француске у региону Бургоња, у департману Јон која припада префектури Авалон.
По подацима из 2011. године у општини је живело 46 становника, а густина насељености је износила 2,76 становника/km². Општина се простире на површини од 16,67 km². Налази се на средњој надморској висини од 260 метара (максималној 312 m, а минималној 212 m).

## Демографија
| 1962. | 1968. | 1975. | 1982. | 1990. | 1999. | 2011. |
| ----- | ----- | ----- | ----- | ----- | ----- | ----- |
| 16    | 58    | 59    | 56    | 42    | 46    | 46    |

График промене броја становника у току последњих година